# 테크노

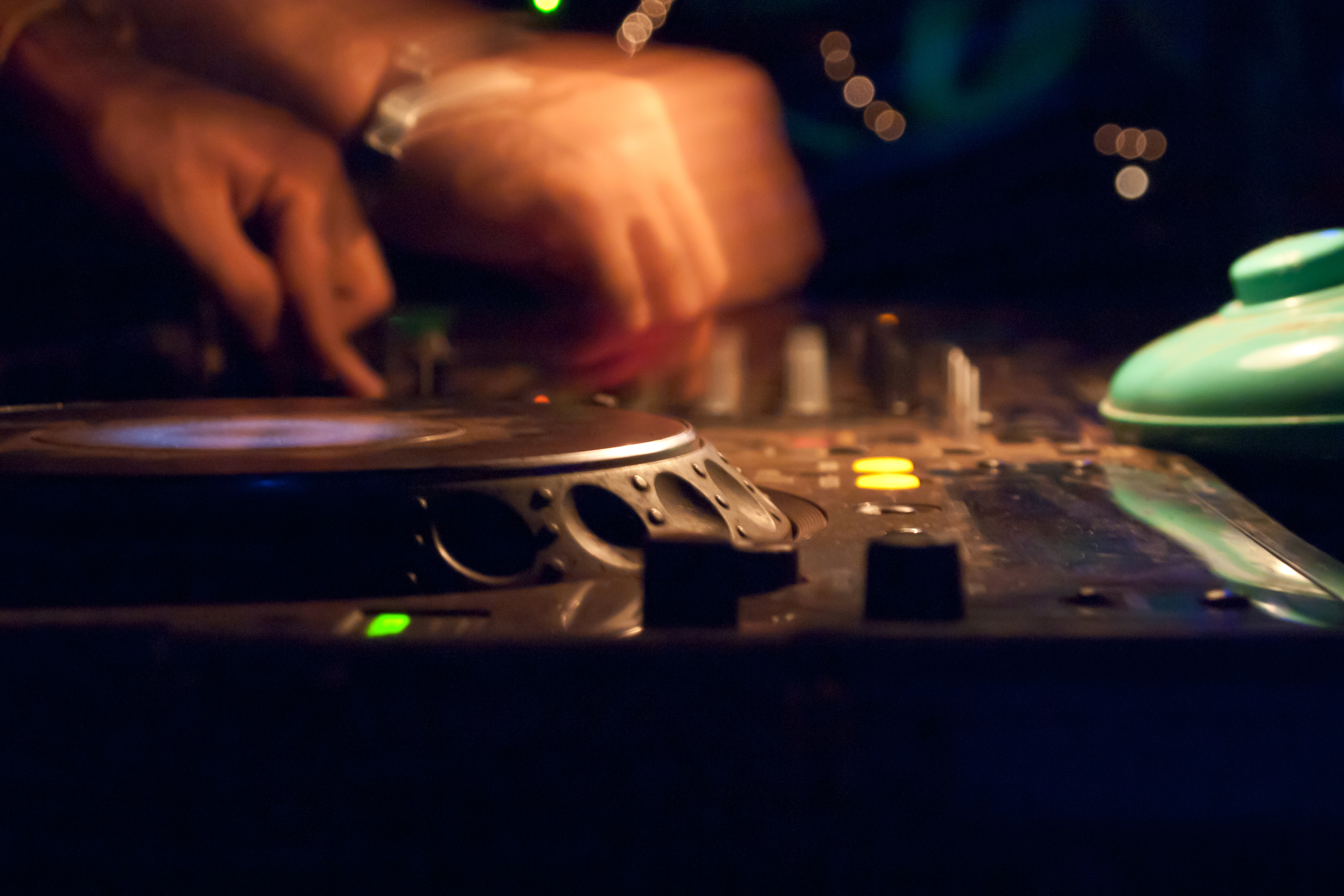

테크노(techno)는 전자 음악의 한 갈래로, 신시사이저를 이용해서 디자인한 기계음을 중심으로 대체로 4/4박자로 구성되며, 기계음이 반복되는 특징을 보이는 음악이다. 80년대 즈음에 등장하여 후에 트랜스(Trance)/하우스(House) 등의 여러 전자 음악에 영향을 주었는데 그중 특히 트랜스와는 연관이 깊었다 (초기의 트랜스는 테크노의 하위갈래로 분류되었다.) 넓은 의미의 테크노는 전자 음악 그 자체를 가리키기도 한다. 대한민국의 경우 테크노가 트로트 혹은 당시 나이트클럽의 영향을 받아 소위 '뽕'으로 분화하기도 했다.